# Sulaiman Al-Fahim
Sulaiman Abdul Kareem Mohammad Al-Fahim (Dubai, 1977) è un imprenditore emiratino.
È ex-amministratore delegato della società Immobili idra di Abu Dhabi, è presidente dell'Unione Araba per la valorizzazione dei propri fondi ed è membro del consiglio della ADUG
È azionista al 10% del Portsmouth F.C., militante in Football League Championship, dopo aver venduto una quota del 90% ad Ali al-Faraj nel mese di ottobre 2009.
Nel marzo del 2009, è stato inserito al quarto posto nell'elenco degli arabi più influenti del mondo.

## Primi anni
È nato a Dubai nel 1977. A diciotto anni ha fondato il Sulaiman Al Fahim Group che ha finanziato l'istruzione e lo sport negli Emirati Arabi Uniti. Nel 1998, i suoi genitori e il fratello minore sono morti in un incidente stradale vicino all'aeroporto di Dubai.

## Carriera immobiliare
Al-Fahim è stato amministratore delegato della Immobili idra di Abu Dhabi, compagnia immobiliare da lui fondata nel 2005.
Alcuni investitori che hanno acquistato immobili hanno accusato la compagnia di comportamento non etico, perché aveva modificato i dettagli dei piani e aumentato il prezzo delle case in un momento di prezzi delle case in calo e costi di costruzione.
La compagnia ha sottolineato che gli investitori sono stati informati del progetto di miglioramento in tutti i tempi dal momento che hanno firmato i loro contratti.
Al-Fahim divenne presidente dell'Unione Araba per la valorizzazione dei propri fondi nel marzo 2009.
Durante il mandato incontra il leader della maggioranza al Senato americano Harry Reid per discutere dello sviluppo sostenibile per le famiglie a basso e medio reddito.
Nel novembre del 2009, Al-Fahim lodò l'amministrazione di Barack Obama per aver tentato di lavorare con il Medio Oriente.

## Televisione
Al-Fahim è il fondatore e conduttore del reality show Hydra Executives , lanciato nella primavera del 2008.

## Sport
All'età di nove anni è diventato campione nazionale di scacchi. Nel giugno 2008, è stato eletto presidente della Federazione Emirata di Scacchi per il periodo 2008-2012.
Attraverso la Immobili idra di Abu Dhabi è coinvolto nella sponsorizzazione di una squadra di calcio della Costa Rica e della Bundesliga tedesca.
È un fan dei club di calcio al-'Ayn e Al Jazeera.
Sta costruendo una nuova accademia di calcio ad Abu Dhabi con ex giocatori dell'Inter.

## Manchester City
Il 1º settembre 2008 la Abu Dhabi United Group for Development and Investment ha deciso di comprare il Manchester City. L'accordo è stato firmato in presenza di Al-Fahim e di Khaldoon Al Mubarak, rappresentanti della compagnia.
Al-Fahim è stato ampiamente creduto di essere il nuovo proprietario del club, rilasciando dichiarazioni promette di risolvere tutti i problemi del club e di essere pronto a fare un'offerta di 134 milioni per Cristiano Ronaldo durante il mercato invernale.
Tuttavia lo sceicco Mansour bin Zayed Al Nahyan (patron del club e fondatore della ADUG) ha nominato Khaldoon Al Mubarak come presidente.

## Portsmouth
Il 26 agosto 2009 Al-Fahim ha rilevato il Portsmouth sborsando circa 60 milioni di sterline, come confermato dal The News. Il 5 ottobre ha venduto il 90 per cento della sua quota del club a Ali al-Faraj.
Al-Fahim è stato comunque il presidente non esecutivo del club fino alla fine della stagione 2009-2010.

## Beneficenza
Nel dicembre 2008, Al-Fahim è stato nominato ambasciatore dall'Istituzione intergovernativa per l'utilizzo di spirulina contro la malnutrizione (IIMSAM) a sostegno delle Nazioni Unite.